# Honda Sky
L’Honda Sky, chiamato anche con il codice di telaio Honda SGX50 o Honda Via sul mercato giapponese, è uno scooter prodotto dalla casa motociclistica giapponese Honda negli stabilimenti italiani di Atessa della Honda Italia Industriale S.p.A dal 1996 al 2003.

## Descrizione
Presentato alla fine del 1996 nella versione Sky e nel 1998 in quelle Sky Classic e Sky Vetro è rimasto in listino sino al 2003.
Lo Sky era uno scooter a "ruote alte", prodotto in Italia, caratterizzato da una carrozzeria molto semplice, interamente in plastica, dalle linee arrotondate e dai gruppi ottici circolari. Il sedile, di piccole dimensioni è omologato per una sola persona a bordo, il guidatore. A differenza degli altri motocicli del periodo mancava anche il vano sottosella, sostituito da un portapacchi posteriore. L’unico motore disponibile era il 50 due tempi AF43E raffreddato ad aria.
Era venduto, oltre che nella versione normale, nelle varianti Vetro che si differenziava dalla carenatura in plastica semi-trasparente e nella variante Classic con faro anteriore metallico e sellino in simil-pelle.
Durante gli anni di produzione ha subito solo dei piccoli aggiornamenti estetici con l'aggiunta di un gancio portaoggetti dietro la carenatura anteriore e di nuove colorazioni. Sotto il punto di vista meccanico la revisione del propulsore è stata effettuata nel 2000 per ottenere l'omologazione Euro I grazie all'applicazione di un convertitore catalitico installato nell'impianto di scarico.